# Cerera
Cerera (USDA 21612) is een hopvariëteit, gebruikt voor het brouwen van bier. Deze Sloveense hopvariëteit is een zaadloze triploïde, ontstaan uit een kruising tussen een triploïde Savinjski Golding en een diploïde Sloveense mannelijke plant. Cerera behoort samen met de variëteiten Celeia, Cekin, Cicero en Chmelja tot de 'C'-serie van Styrian Golding, die uitgebracht werd in 1990 en gekweekt met de intentie om een hoge alfagraad te combineren met een goed aroma.
Deze hopvariëteit is een “aromahop”, bij het bierbrouwen voornamelijk gebruikt vanwege zijn aromatische eigenschappen.

## Kenmerken
- Alfazuur: 5 – 6%
- Bètazuur: 4%
- Eigenschappen: